# Shazui (sockenhuvudort i Kina, Hubei Sheng, lat 30,36, long 113,45)
Shazui (kinesiska: 沙嘴, 沙嘴街道) är en sockenhuvudort i Kina. Den ligger i provinsen Hubei, i den centrala delen av landet, omkring 84 kilometer väster om provinshuvudstaden Wuhan. Antalet invånare är 72 590. Befolkningen består av 34 072 kvinnor och 38 518 män. Barn under 15 år utgör 13,0 %, vuxna 15-64 år 79 %, och äldre över 65 år 7,0 %.
Runt Shazui är det tätbefolkat, med 613 invånare per kvadratkilometer. Närmaste större samhälle är Xiantao, 1,3 km norr om Shazui. Trakten runt Shazui består till största delen av jordbruksmark.
Genomsnittlig årsnederbörd är 1 462 millimeter. Den regnigaste månaden är maj, med i genomsnitt 197 mm nederbörd, och den torraste är december, med 25 mm nederbörd.